# Galerie MAM
La galerie MAM est un centre d'art contemporain de 300 mètres carrés, située dans le quartier Bonanjo à Douala au Cameroun, qui soutient la création artistique.

## Histoire
C’est à la faveur de Maréme Malong, femme d’affaires et passionnée d’art, qu'est créée la galerie MAM en 1995 au Cameroun.

## Activités
La galerie MAM est un lieu de découverte, d'apprentissage et d'appropriation consacré à l'art contemporain. Elle aide les carrières naissantes et établies, accompagne de manière la plus courante de constituer une collection, propose des visites d’ateliers, des échanges avec les artistes, des sollicitations et des visites dirigées dans les foires mondiales et dans les biennales contemporaines.
Dans la salle d'exposition de la galerie, on peut voir des peintures, des photos, des sculptures, de l'artisanat et des œuvres d'arts plastiques...tout y est proposé, même un espace de cotravail consacré à l'innovation et au numérique. Voici quelques activités de la galerie MAM :
- Exposition artistique[5]
- Vernissages[6]
- Initiation aux Arts plastiques
- Foires internationales[7]
- Biennales internationales